# 더비셔데일스

더비셔데일스의 위치

더비셔데일스(영어: Derbyshire Dales)는 잉글랜드 더비셔주에 위치한 비도시 자치구로 중심 도시는 매틀록이며 인구는 71,281명(2014년 기준), 면적은 792.4km2이다.